# Nesanaphe
Nesanaphe is een geslacht van vlinders van de familie tandvlinders (Notodontidae), uit de onderfamilie Thaumetopoeinae.

## Soorten
- N. mirabilis (Viette, 1955)
- N. zombitsyana (Viette, 1965)